# 玉ねぎ横丁の花嫁さん
『玉ねぎ横丁の花嫁さん』（たまねぎよこちょうのはなよめさん）は、NET（現・テレビ朝日）では1976年10月14日から1977年2月3日まで、毎週木曜日21時台に放送されていたテレビドラマである。全17話。

## 概要・内容
『だいこんの花』から続く“野菜シリーズ”の第9作。加代子と銀平、ピアノ運送店を営む石橋家などを中心に、「玉ねぎ横丁」を舞台にして、好奇心が人一倍盛んなそこの住人達の悲喜こもごもな様子を描いたホームコメディー。
昭和43年の冬に3年間連れ添った夫の銀平に蒸発された加代子は、奇術師となって夫を捜すためのドサ回りの旅に出た。本作の物語の始まりはこれより8年後の昭和51年（本作のスタート年）からで、石橋渡は玉ねぎ横丁にやって来た加代子に出会って一目惚れ、プロポーズを受け入れて二人は結婚。ところが、加代子が隣家に挨拶回りに行ったところ、その前夫・銀平にばったり再会し、びっくり仰天するのだった。

## キャスト
- 花丸銀平：杉浦直樹
- 石橋（花丸）加代子：香山美子
- 石橋渡：石立鉄男
- 早苗（銀平の内妻）：春川ますみ
- 一心亭の源太郎：大坂志郎
- 定吉（加代子の父）：佐野浅夫
- 石橋半子（渡の母）：沢村貞子
- 野田巡査：谷啓
- 花丸五郎（銀平の弟）：岡田裕介
- キミ（渡の妹）：中西百合子
- ター坊（銀平の子）：荒木康一郎
- 藤井（新聞販売店店主）：牟田悌三
- 菊乃屋の邦子：中原早苗
- 役名不明：千代恵
- 八代亜紀（本人役）：八代亜紀（第5話、第12話ゲスト）

## スタッフ
- 脚本：ジェームス三木
- 演出：サブタイトル参照。
- 制作：NET

## 主題歌
「あい逢い横丁」歌：八代亜紀、作詞：ジェームス三木、作曲：いずみたく、編曲：親泊正昇

## サブタイトル
| 話数 | 放送日          | サブタイトル         | 演出     |
| ---- | --------------- | -------------------- | -------- |
| 1    | 1976年 10月14日 | 隣りのあの人、昔の夫 | 山内和郎 |
| 2    | 10月21日        | 可愛い女は嘘をつく   | 山内和郎 |
| 3    | 10月28日        | 殺してごめんね       | 山内和郎 |
| 4    | 11月4日         | 遠くはなれて子守唄   | 山内和郎 |
| 5    | 11月11日        | 夢の重さは200キロ    | 山内和郎 |
| 6    | 11月18日        | 母を訪ねて･･･        | 山内和郎 |
| 7    | 11月25日        | 4畳半のハムレット    | 山内和郎 |
| 8    | 12月2日         | 渡る世間は鬼だらけ   | 山内和郎 |
| 9    | 12月9日         | 恐怖の戸籍調べ       | 山内和郎 |
| 10   | 12月16日        | 妻は夫をいたわりつ   | 山内和郎 |
| 11   | 12月23日        | ダイヤのガラスモンド | 山内和郎 |
| 12   | 12月30日        | 私の死体が見つかった | 山内和郎 |
| 13   | 1977年 1月6日   | よくも騙したな?      | 田中利一 |
| 14   | 1月13日         | 人の女房と知りながら | 田中利一 |
| 15   | 1月20日         | あなたならどうする   | 田中利一 |
| 16   | 1月27日         | 爆発一秒前           | 田中利一 |
| 17   | 2月3日          | 生きるか死ぬか       | 田中利一 |

## 前後番組
| NET（現：テレビ朝日）系 木曜21時枠（ナショナルゴールデン劇場） | NET（現：テレビ朝日）系 木曜21時枠（ナショナルゴールデン劇場） | NET（現：テレビ朝日）系 木曜21時枠（ナショナルゴールデン劇場） |
| 前番組                                                         | 番組名                                                         | 次番組                                                         |
| -------------------------------------------------------------- | -------------------------------------------------------------- | -------------------------------------------------------------- |
| 七色とんがらし                                                 | 玉ねぎ横丁の花嫁さん                                           | 森光子シリーズ おかしくてやがて悲しき                          |